# Amka
Amka (hebrejsky עַמְקָה, v oficiálním přepisu do angličtiny Amqa) je vesnice typu mošav v Izraeli, v Severním distriktu, v Oblastní radě Mate Ašer.

## Geografie
Leží v nadmořské výšce 74 metrů na pomezí intenzivně zemědělsky využívané a hustě osídlené Izraelské pobřežní planiny a západních okrajů svahů Horní Galileji, cca 7 kilometrů od břehů Středozemního moře a 12 kilometrů od libanonských hranic.
Obec se nachází 7 kilometrů jihovýchodně od města Naharija, cca 105 kilometrů severoseverovýchodně od centra Tel Avivu a cca 22 kilometrů severovýchodně od centra Haify. Mošav Amka obývají Židé, přičemž osídlení v tomto regionu je smíšené. V pobřežní nížině převládají židovská sídla. Na východní a jihovýchodní straně od mošavu začínají oblasti, které obývají izraelští Arabové, například město Abu Sinan jen cca 2 kilometry odtud.
Amka je na dopravní síť napojena pomocí severojižní tepny dálnice číslo 70.

## Dějiny
Amka byla založena v roce 1949. Na tomto místě stávalo ve starověku židovské město Bét-emek připomínané v Bibli, Kniha Jozue 19,27 Jméno tohoto města se pak uchovalo v názvu arabské vesnice Amka, která stávala do války za nezávislost v roce 1948 na místě nynějšího mošavu. Římané ji nazývali Kefar Amqa, křižácké prameny Amca. Stála tu mešita a základní chlapecká škola postavená roku 1887. Roku 1931 měla arabská Amka 894 obyvatel a 212 domů. Během války byla tato oblast roku 1948 ovládnuta židovskými silami a arabské osídlení zde skončilo. Zástavba vesnice pak byla zbořena s výjimkou budovy mešity a školy.
Zakladateli současného mošavu byla skupina židovských přistěhovalců z Jemenu.
Ze 145 zde žijících rodin provozuje 70 rodin zemědělská hospodářství. Ostatní dojíždějí za prací mimo obec. Plánuje se stavební expanze o 80 domů. Obec je jedním z center folklóru jemenitských Židů. Funguje tu zdravotní středisko a synagoga.

## Demografie
Obyvatelstvo mošavu Amka je nábožensky orientované ale žijí zde i sekulární rodiny. Podle údajů z roku 2014 tvořili naprostou většinu obyvatel v Amka Židé (včetně statistické kategorie "ostatní", která zahrnuje nearabské obyvatele židovského původu ale bez formální příslušnosti k židovskému náboženství).
Jde o menší sídlo vesnického typu s populací, která od počátku 21. století narůstá. K 31. prosinci 2014 zde žilo 629 lidí. Během roku 2014 populace stoupla o 2,6 %.
0
| Rok            | 1961 | 1972 | 1983 | 1995 | 2001 | 2003 | 2004 | 2005 | 2006 | 2007 | 2008 | 2009 | 2010 | 2011 | 2012 | 2013 | 2014 |
| -------------- | ---- | ---- | ---- | ---- | ---- | ---- | ---- | ---- | ---- | ---- | ---- | ---- | ---- | ---- | ---- | ---- | ---- |
| Počet obyvatel | 528  | 603  | 557  | 501  | 520  | 549  | 549  | 565  | 581  | 604  | 593  | 582  | 589  | 594  | 600  | 613  | 629  |